# Giliana Balmaceda
Giliana Balmaceda fue una agente  de la Dirección de Operaciones Especiales (SOE) de origen chileno durante la Segunda Guerra Mundial. Fue la primera agente mujer de la  SOE en ser enviada a la Francia ocupada.

## Biografía
Nació en Chile y trabajaba como una actriz en París, donde  conoció al inglés  Victor Gerson, un comerciante en alfombras con quien se casó.
El 18 de junio de 1940 durante la firma del armisticio, la pareja huyó a Inglaterra, donde ambos se unieron a la Dirección de Operaciones Especiales. Su marido, Victor Gerson, propuso instalar una línea de apoyo para simplificar la salida y entrada de agentes de la SOE, y Balmaceda se ofreció voluntariamente. En mayo de 1941  fue enviada a la Francia ocupada, regresado a través de España a fines de junio de 1941. Se mostró experta en distinguir entre quienes sinceramente querían ayudar y quienes fingían para denunciar luego a los alemanes. Estuvo tres meses, aparentemente de vacaciones, viajando libremente con su pasaporte chileno en Lyons y Vichy, regresando con abundante material de inteligencia y los nombres y direcciones de quienes estaban dispuestos de ayudar y en quienes se podía confiar. Recogió abundante información administrativa utilizada en la Francia ocupada, como tarjetas de ración, la cual podría ser reproducida en Londres para su uso por agentes en  misiones clandestinas en Francia.
El 21 de abril de 1942, su marido, Victor Gerson desembarcó de un submarino en Antibes para organizar la Línea de Escape VIC, la cual proporcionó una ruta de escape de Francia vía España como respaldo para aviadores caídos, agentes de la SOE y otros.